# 徐培焜
徐培焜（英語：Jason Chee Pei Kun，1987年11月11日—）是新加坡男性模特兒，為GEANT拳王。

## 早期生活
徐培焜出生及成長於新加坡，就讀新加坡理工學院化學工程科系。

## 外部連結
- Jason Chee 官方 Facebook （页面存档备份，存于）